# روبرت إيميت أومالي
روبرت إيميت أومالي (بالإنجليزية: Robert Emmett O'Malley)‏ هو عسكري أمريكي، ولد في 3 يونيو 1943 في نيويورك في الولايات المتحدة.